# BMW X4
BMW X4是德國汽車公司BMW生產的一款高級緊湊型休旅車，發布於2014年。BMW X4生產於美國南卡羅來納州格裡爾的工程。BMW X4的概念車在2013年發布，並在2014年的紐約車展上正式亮相，在2014年春季開始發售。